# Премія імені Георгія Ґонґадзе
Премія імені Георгія Ґонґадзе (деколи — Премія імені Георгія Гонгадзе) — нагорода для незалежних журналістів, заснована 2019 року Українським ПЕН у партнерстві з Києво-Могилянською Бізнес-Школою,  KMBS Alumni platform та виданням «Українська правда». Присуджується раз на рік 21 травня — у день народження Георгія Гонгадзе.
Серед критеріїв для висунення кандидатів: інноваційність, значний внесок у розвиток жанру чи журналістського середовища, незалежність та відданість принципам професії.

## Лауреати і фіналісти
| Рік  | Фіналісти                                                                  | Лауреат                            |
| ---- | -------------------------------------------------------------------------- | ---------------------------------- |
| 2019 | - Тарас Прокопишин - Сергій Рахманін - Вахтанґ Кіпіані                     | Вахтанґ Кіпіані                    |
| 2020 | - Роман Вінтонів - Павло Казарін - Богдан Логвиненко                       | Павло Казарін                      |
| 2021 | - Мирослава Барчук - Борис Давиденко - Марічка Паплаускайте                | Мирослава Барчук                   |
| 2022 | - Євген Малолєтка - Сергій Сидоренко - Тетяна Трощинська - Мстислав Чернов | Євген Малолєтка та Мстислав Чернов |
| 2023 | - Андрій Дубчак - Сергій Сидоренко - Богдан Логвиненко                     | Богдан Логвиненко                  |
| 2024 | - Анна Бабінець - Ольга Руденко - Тетяна Трощинська                        | Тетяна Трощинська                  |
| 2025 | - Іван Любиш-Кірдей - Ольга Руденко - Михайло Ткач                         | Іван Любиш-Кірдей                  |

### Спеціальна відзнака
У 2022 році, вперше в історії премії, вручено спеціальну відзнаку — нею посмертно відзначено фотожурналіста Макса Левіна.

## Проекти Премії Ґонґадзе
Щороку у вересні Український ПЕН, який заснував Премію імені Георгія Ґонґадзе, у партнерстві з Центром прав людини ZMINA проводить Акцію пам'яті Георгія Ґонґадзе.
Медіадень — конференція, на якій відомі журналісти й журналістки, редактори й редакторки, а також експерти й експертки обговорюють трансформації українського медіаполя.
16 вересня 2020 року Премія імені Георгія Ґонґадзе та громадська організація «Львівський медіафорум» запустили спільну інформаційну кампанію «Ціна слова», мета якої нагадати аудиторії українських медіа про цінність незалежної журналістики.
«Лишаюсь у професії» — проєкт, у межах якого відомі журналісти розповідають, що їх надихає в роботі, як долають кризи і труднощі.
«30 до 30: Хто творить майбутнє українських медіа» — спецпроєкт Премії імені Георгія Ґонґадзе та The Ukrainians. У список увійшли 30 молодих українських медійників і медійниць, які, на думку організаторів проєкту, роблять у професії важливий ціннісний вибір.
«Журналістика незалежної України: Історія від першої особи» — серія лекцій, в рамках яких провідні українські журналісти діляться історіями про створення ключових медій та формування трендів і явищ, що визначали інформаційний порядок денний в країні.